# Else Liebesberg
Else Liebesberg (* 3. Oktober 1918 in Wien; † 9. Jänner 1996 ebenda) war eine österreichische Opernsängerin (Sopran).

## Leben
Sie besuchte die Lehranstalt für Frauengewerbe, danach studierte sie sechs Jahre an der Akademie für Musik und darstellende Kunst in Wien. 1946 gewann sie bei einem Gesangswettbewerb in Genf den ersten Preis. Im selben Jahr gab sie an der Wiener Staatsoper ihr Debüt als Page Oscar in Un ballo in maschera.
Nach einigen Jahren wechselte sie an die Volksoper Wien, der sie bis zu ihrem Bühnenabschied im Jahr 1973 treu blieb. Sie übernahm zahlreichen Rollen in Opern und Operetten, darunter Cherubino und Susanna in Le nozze di Figaro, Papagena in Die Zauberflöte, Marzelline in Fidelio, Ännchen in Der Freischütz, Marie in Zar und Zimmermann, Gretchen in Der Wildschütz, Wellgunde in Der Ring des Nibelungen, Gretel in Hänsel und Gretel, Rosina in Der Barbier von Sevilla, Adele in Die Fledermaus, Arsena in Der Zigeunerbaron, Pepi in Wiener Blut, Bronislawa in Der Bettelstudent und Christel in Der Vogelhändler.
1955 gastierte sie am Gran Teatre del Liceu in Barcelona und 1968 an der Oper von Rom. Als Konzertsängerin trat sie in den Musikzentren Europas auf. Sie war auch unter den Namen Else Bauer-Liebesberg und Else Liebesberg-Hannes bekannt.
In dem Spielfilm König der Manege wirkte sie 1954 mit. In der Film-Biografie Mozart aus dem Jahr 1955 ist sie als Papagena in einer Aufführung der Zauberflöte zu sehen.